# Anna Tuckermann
Anna Tuckermann, geb. Hildebrand oder Hildebrandt (* 30. November 1595 in Celle; † 30. Juni 1678 in Braunschweig) war eine deutsche Waisenhausstifterin. Das von ihr 1677 ins Leben gerufene Tuckermannsche Waisenhaus in Braunschweig bestand bis 1935.

## Leben
Anna Hildebrandt wurde 1595 in Celle als Tochter des Celleschen Kanzlers Johannes Hildebrandt geboren. Sie heiratete am 2. Juni 1637 den 56-jährigen braunschweigischen Oberhofprediger und Konsistorialpräsidenten Peter Tuckermann. Dessen erste Ehefrau Anna, geb. Matthias, mit der er fünf Kinder hatte, war am 20. Januar 1635 verstorben. Peter Tuckermann starb im Mai 1651. Er wurde, wie auch 1678 seine Ehefrau Anna, in der Braunschweiger Katharinenkirche beigesetzt, wo ein Epitaph mit beider Namen erhalten ist.
Da ihre Ehe kinderlos geblieben war, verwendete Anna Tuckermann den größten Teil ihres erheblichen Vermögens für die Einrichtung einer Stiftung zur Erziehung armer Mädchen. Gemäß den Anordnungen Anna Tuckermanns vom 21. März 1677 sollten Waisen von mindestens vier Jahren aufgenommen werden, deren Abstammung von ehrbaren Eltern bestätigt wurde und die über ein Vermögen von weniger als 50 Mariengulden verfügten. Im Waisenhaus St. Annen, auch als Tuckermannsches Waisenhaus bezeichnet, wurden 20 Mädchen bis zu ihrem 14. Lebensjahr erzogen. Anna Tuckermann starb im Juni 1678 im Alter von 82 Jahren in Braunschweig. Das Waisenhaus wurde am 3. Januar 1681 geweiht und seiner Bestimmung übergeben. Der Stiftung stand ein Kontrollgremium vor, das aus einem Bürgermeister, dem Senior des Geistlichen Ministeriums und einem juristisch gebildeten Vertreter bestand. Dieses Gremium bestimmte einen Provisor und eine Oberin. Das Waisenhaus befand sich zunächst am Aegidienkirchhof, bevor es 1704 in die Schützenstraße umzog und 1867 in die Pfleghausstraße (Assekuranznummer 3476), die heutige Holwedestraße, verlegt wurde. Die Einrichtung erreichte die Belegungshöchstzahl bereits im frühen 19. Jahrhundert nicht mehr, was wohl auf finanzielle Ursachen zurückzuführen war. Im Jahr 1809 wohnten noch 14 Kinder im Waisenhaus. Im Jahr 1935 übernahm das Große Waisenhaus BMV auf Beschluss des braunschweigischen Innenministeriums das Restvermögen des Waisenhauses St. Annen, womit das seit 1934 laufende Auflösungsverfahren abgeschlossen wurde.
In Braunschweig wurde die Tuckermannstraße nach Anna Tuckermann benannt.